# 福容大飯店
福容大飯店（英語：Fullon Hotels & Resorts）為麗寶建設經營的飯店品牌，目前在中華民國（臺灣）的臺北市、新北市、桃園市、臺中市、南投縣、高雄市、嘉義市、屏東縣、花蓮縣等地設有旅館。前身為2002年11月成立的「麗寶商務客棧」，2007年更名為現名。
目前旗下飯店在中華民國交通部觀光署的星級旅館評鑑裡被評為五星級飯店的有台北一館（111年12月31日起，已屬非星級旅館）、漁人碼頭、麗寶樂園等三間飯店；而高雄、台北二館、墾丁、林口、桃園、花蓮及中壢也被評為四星級飯店。

## 飯店據點
- 福容大飯店（花蓮）（交通部觀光署評為四星級飯店）：花蓮縣花蓮市民生路51號
- 福容大飯店（福隆，又稱爲旅館區）：新北市貢寮區福隆街41號（福隆海水浴場附近）
- 福容大飯店（福隆貝悅，又稱爲Villa區、福隆貝悅渡假酒店）：新北市貢寮區福隆街40號（福隆海水浴場附近）
- 福容大飯店（台北二館）（交通部觀光署評為四星級飯店）：新北市深坑區北深路3段236號
- 福容大飯店（淡水漁人碼頭）（交通部觀光署評為五星級飯店）：新北市淡水區觀海路83號（淡水漁人碼頭內，麗寶漁人碼頭廣場以及新北捷運淡海輕軌藍海線淡水漁人碼頭站附近。）
- 福容大飯店（台北一館）（交通部觀光署評為五星級飯店，[111年12月31日起，已屬非星級旅館]）：臺北市大安區建國南路一段266號（2006年開幕，2021年9月1日停止營業，改宣布與台灣糖業公司續約5年）。新址在台灣銀行圓山公辦都市更新案（位於捷運圓山站2號出口對面），2025年完工，2026年重新開幕。
- 福容大飯店（桃園）（交通部觀光署評為四星級飯店）：桃園市桃園區大興西路一段200號
- 福容大飯店（中壢）（交通部觀光署評為四星級飯店）：桃園市中壢區中正路89號（森麟大樓）
- 福容大飯店（桃園機場捷運A8）：桃園市龜山區復興一路2號（2016年6月18日開幕）（桃園捷運長庚醫院站共構大樓）
- 福容大飯店（麗寶樂園）（交通部觀光署評為五星級飯店）：臺中市后里區福容路88號（麗寶樂園內。）
- T11 T12麗寶賽車主題旅店（由福容飯店集團營運的T11 T12麗寶賽車主題旅店）：臺中市后里區月眉南路197號
- 福容大飯店（嘉義）嘉義福容VOCO酒店：嘉義市西區世賢路一段與竹圍路路口[3]（搭乘嘉義BRT，世賢北港路口下車。）
- 福容大飯店（高雄）（交通部觀光署評為四星級飯店）：高雄市鹽埕區五福四路45號（搭高雄捷運系統環狀線，真愛碼頭站下車。步行約4-6分鐘。）
- 福容大飯店（墾丁）（交通部觀光署評為四星級飯店）：屏東縣恆春鎮船帆路1000號
- 福容徠旅（林口）（交通部觀光署評為四星級飯店）：桃園市龜山區文二一街68號
- 褔容徠旅（墾丁）（原美棧大街旅店）（交通部觀光署評為三星級飯店）：屏東縣恆春鎮墾丁路235號（墾丁大街內。）
- 褔容徠旅（高雄）（交通部觀光署評為四星級飯店）：高雄市前金區永恆街3號
- 褔容徠旅（水里）（交通部觀光署評為三星級飯店）：南投縣水里鄉東三街51號

規劃中
- 福容大飯店（台中港）：台中市梧棲區臨港路四段附近（臺中港內，MITSUI OUTLET PARK 台中港附近。）
- 福容大飯店（沙崙）：台南市歸仁區（高鐵台南站附近，MITSUI OUTLET PARK 台南附近。）
- 福容大飯店（大鵬灣）：屏東縣東港鎮。
- 福容大飯店（三仙台）：台東縣成功鎮。
- 福容大飯店（澎湖）：澎湖縣馬公市。

過往分店
- 福容大飯店（三鶯）：新北市三峽區大學路63號（結束營業於2020/03，現為集合式住宅"麗寶萊茵"）。
- 福容大飯店（淡水）：新北市淡水區淡金路6號（結束營業於2016）。

## 圖片集

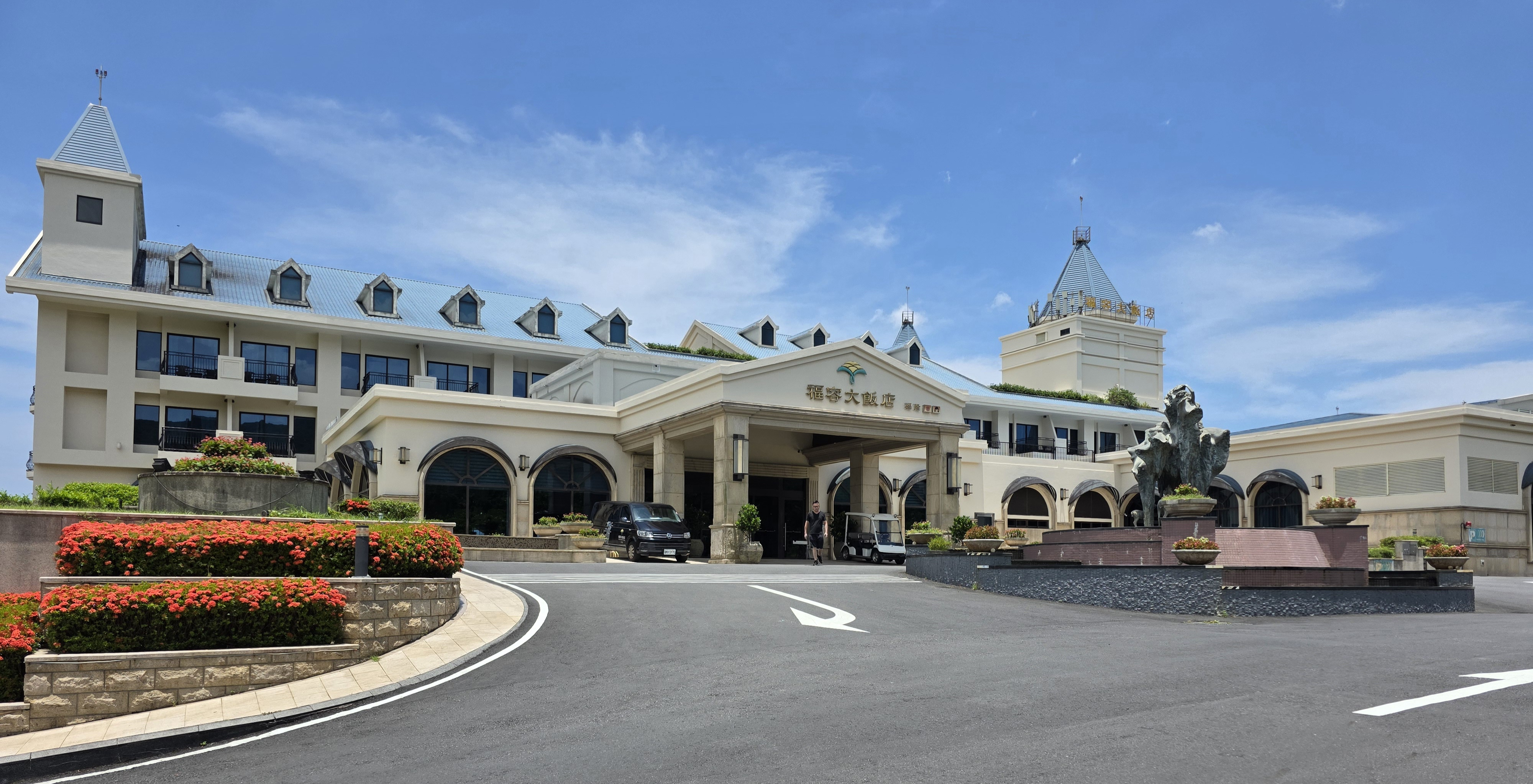
福容大飯店福隆店
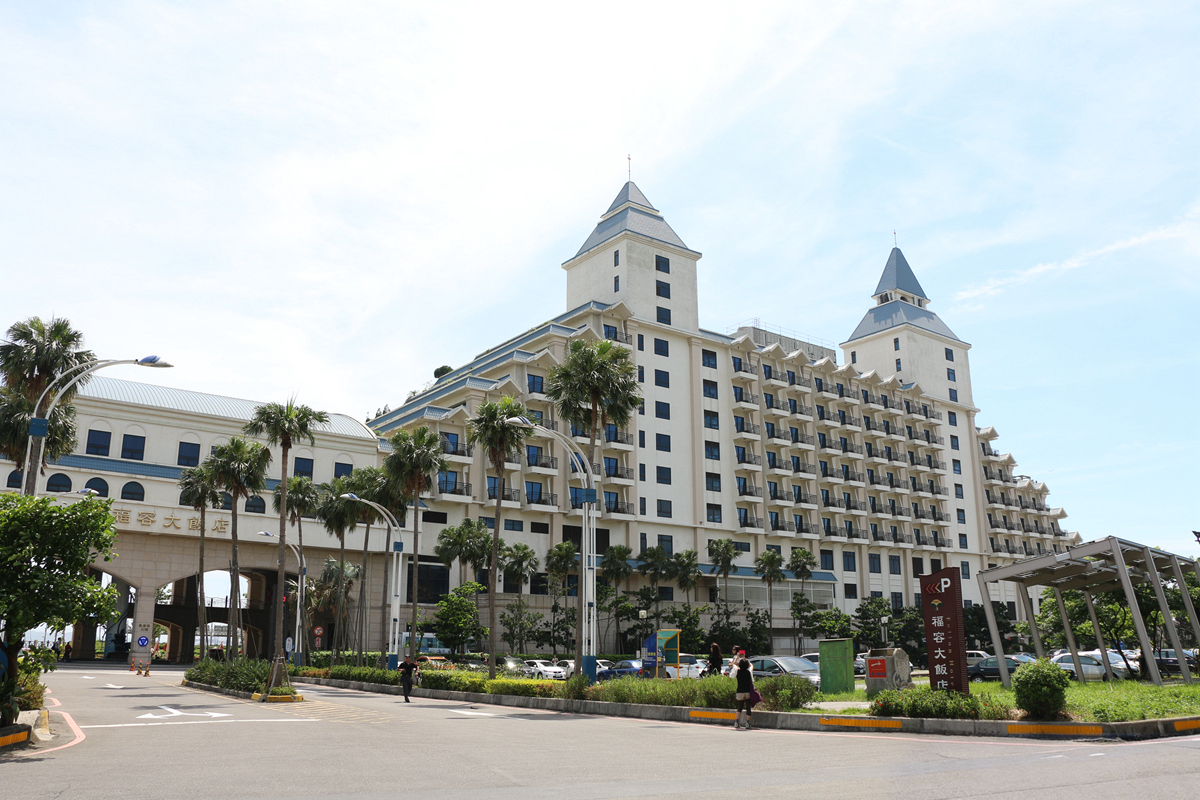
福容大飯店淡水漁人碼頭店
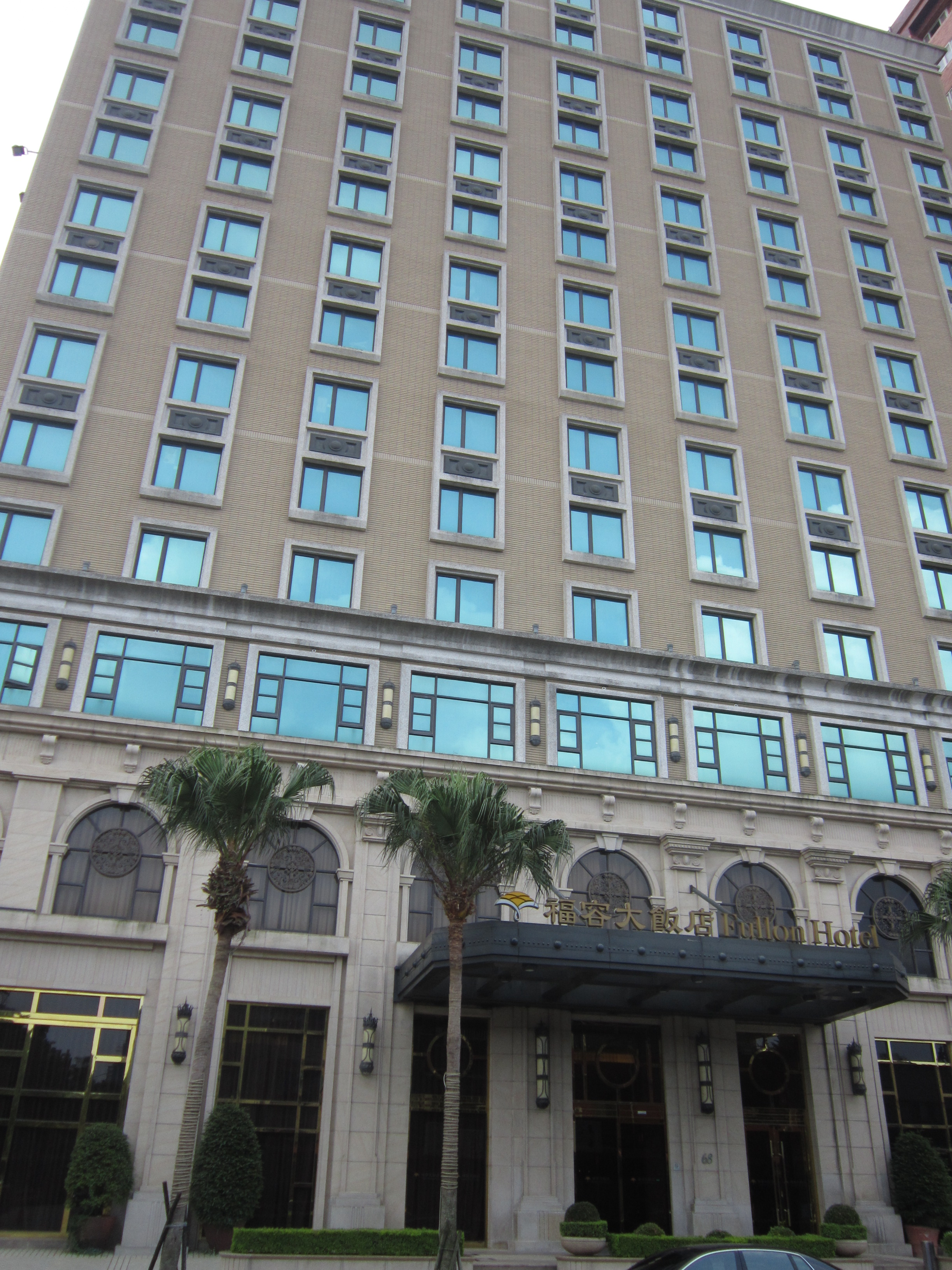
福容大飯店林口店
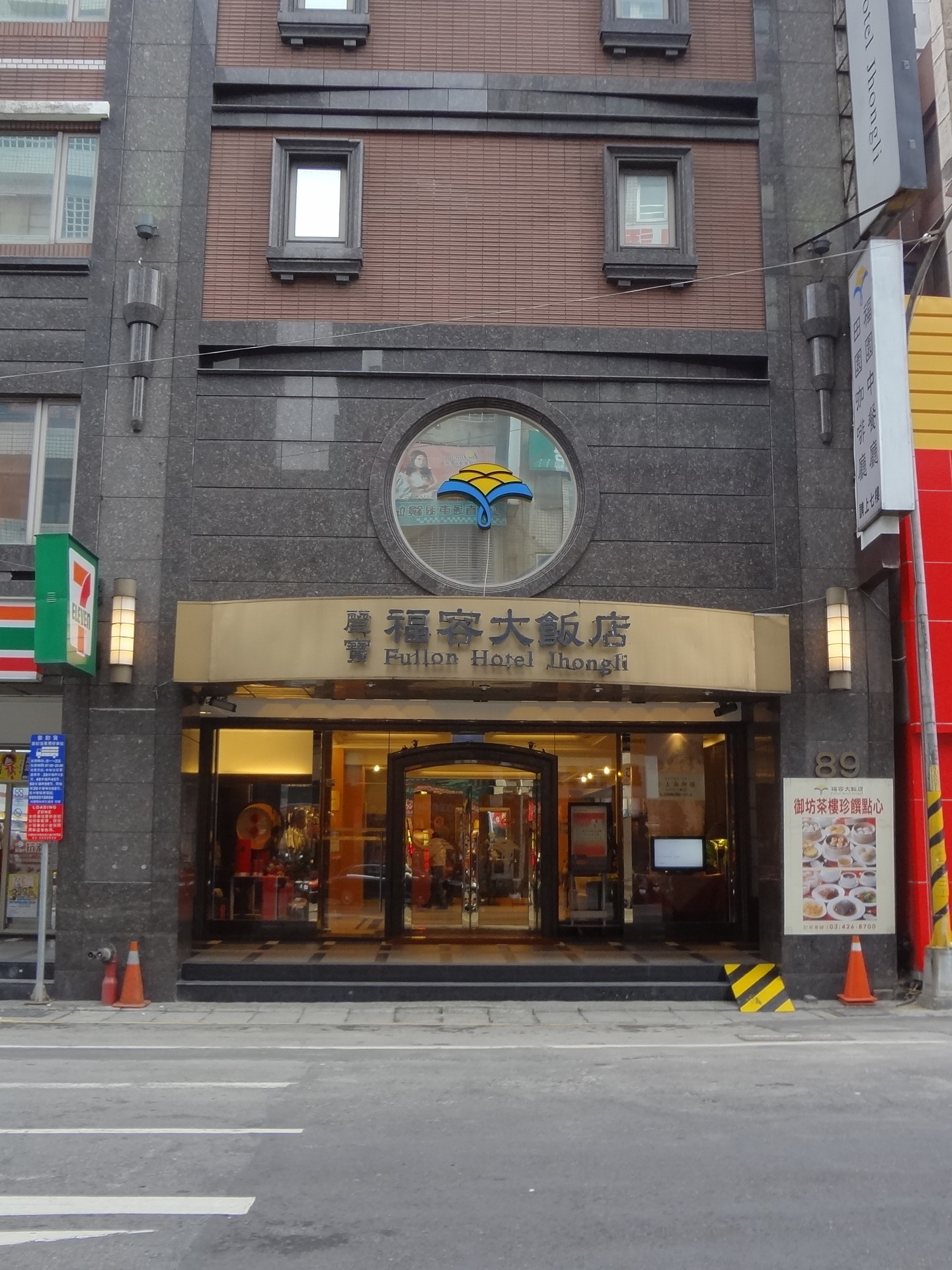
福容大飯店中壢店
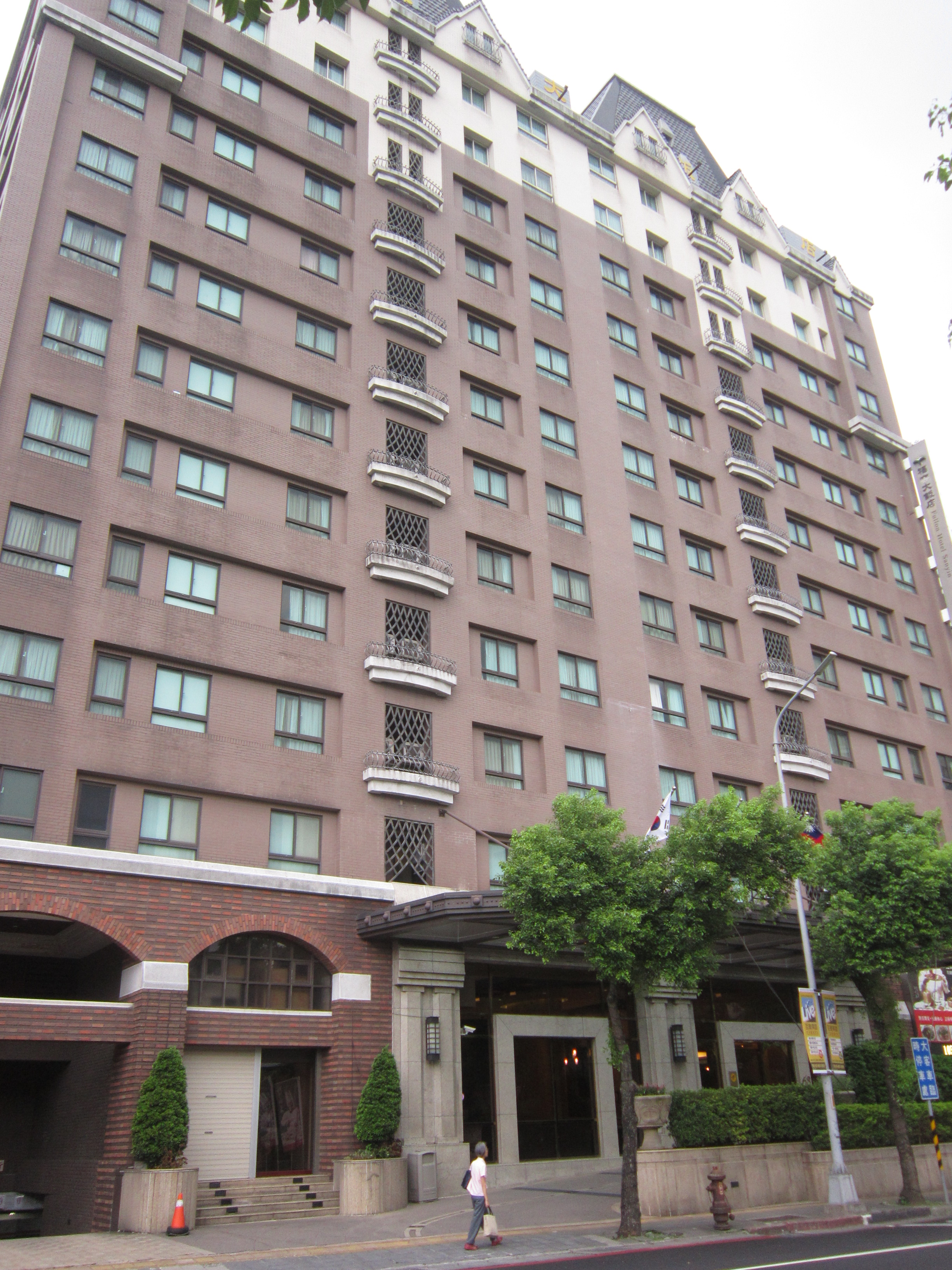
福容大飯店三鶯店
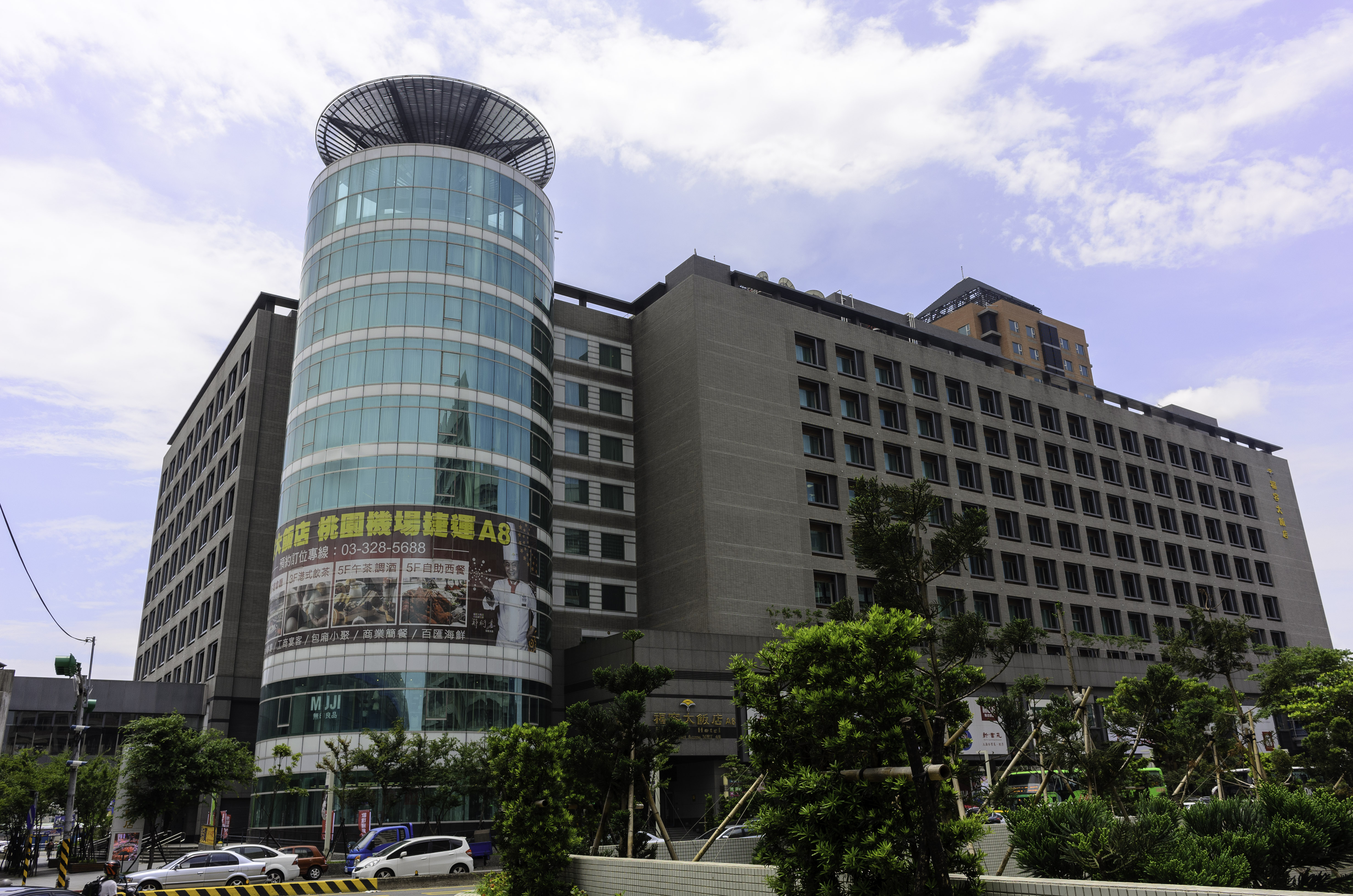
福容大飯店桃園機場捷運A8店
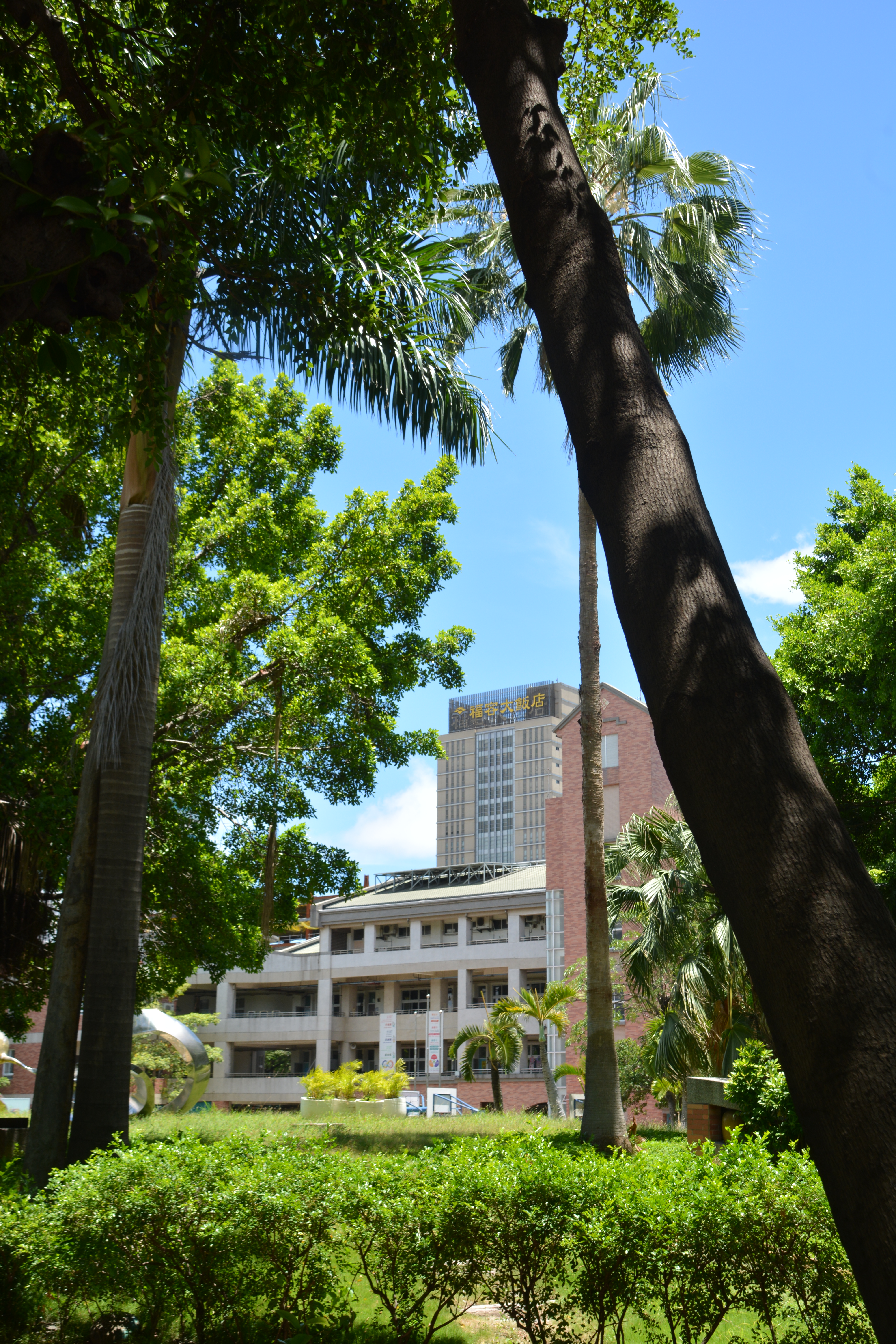
福容大飯店高雄店

## 外部連結
- 福容飯店集團官網 （页面存档备份，存于）（繁體中文）（简体中文）（英文）（日語）
  - 福容大飯店的Facebook專頁（繁體中文）
  - 福容大飯店的X（前Twitter）
  - 福容大飯店的Instagram帳戶
  - 福容大飯店的新浪微博
  - YouTube上的福容大飯店頻道
- T11 T12麗寶賽車主題旅店(由福容飯店集團營運的T11 T12麗寶賽車主題旅店)的Facebook專頁（繁體中文）
- 美棧大街旅店(由福容飯店集團營運的美棧大街旅店)官網 （页面存档备份，存于）（繁體中文）（简体中文）（英文）（日語）
  - 美棧大街旅店(由福容飯店集團營運的美棧大街旅店)的Facebook專頁 （页面存档备份，存于）（繁體中文）
- 淡水酒店福容大飯店淡水漁人碼頭淡水老街飯店 （页面存档备份，存于）
  - 福容大飯店淡水漁人碼頭Tripadvisor 貓途鷹 （页面存档备份，存于）
- 墾丁酒店福容大飯店墾丁墾丁大街飯店 （页面存档备份，存于）
  - 福容大飯店墾丁 (恆春) （页面存档备份，存于）
- 福容大飯店 麗寶樂園 (后里)  （页面存档备份，存于）
  - 福容大飯店 麗寶樂園 (后里)Tripadvisor 貓途鷹 （页面存档备份，存于）
- 花蓮市酒店福容大飯店花蓮店花蓮市區飯店 （页面存档备份，存于）
  - 福容大飯店花蓮 (花蓮市) Tripadvisor 貓途鷹 （页面存档备份，存于）
- 福容大飯店 福隆店 （页面存档备份，存于）
  - 福容大飯店福隆店 (貢寮)Tripadvisor 貓途鷹 （页面存档备份，存于）
- 福容大飯店 福隆貝悅 （页面存档备份，存于）
- 台北酒店福容大飯店台北一館台北飯店 （页面存档备份，存于）
  - 福容大飯店 台北一館 (大安)Tripadvisor 貓途鷹 （页面存档备份，存于）
- 台北深坑酒店福容大飯店台北二館台北飯店 （页面存档备份，存于）
  - 福容大飯店 台北二館 (深坑) Tripadvisor 貓途鷹 （页面存档备份，存于）
- 新北市三鶯酒店福容大飯店三鶯新台北市飯店 （页面存档备份，存于）
  - 福容大飯店三鶯館 (三峽)Tripadvisor 貓途鷹 （页面存档备份，存于）
  - 福容大飯店 三鶯  新北市觀光旅遊網[永久]
- 新北市林口酒店福容大飯店林口新北市飯店 （页面存档备份，存于）
  - 福容大飯店 - 林口 (龜山) Tripadvisor 貓途鷹 （页面存档备份，存于）
- 桃園市機場酒店福容大飯店桃園機場捷運A8店桃園市機場飯店 （页面存档备份，存于）
  - 福容大飯店 桃園機場捷運A8 (龜山)Tripadvisor 貓途鷹
- 桃園市酒店福容大飯店桃園店桃園市區飯店 （页面存档备份，存于）
  - 福容大飯店桃園 (桃園區)Tripadvisor 貓途鷹 （页面存档备份，存于）
- 中壢酒店福容大飯店中壢店中壢市區飯店 （页面存档备份，存于）
  - 福容大飯店 - 中壢Tripadvisor 貓途鷹 （页面存档备份，存于）
- 高雄市酒店福容大飯店高雄店高雄市區飯店 （页面存档备份，存于）
  - 福容大飯店高雄 (鹽埕)Tripadvisor 貓途鷹 （页面存档备份，存于）
- 墾丁旅店墾丁美棧A_maz_ Inn 墾丁市區飯店 （页面存档备份，存于）
  - 美棧-大街旅店 (恆春)Tripadvisor 貓途鷹 （页面存档备份，存于）
- 福容大飯店 中壢  臺灣旅宿網 （页面存档备份，存于）
- 福容大飯店 福隆貝悅  臺灣旅宿網 （页面存档备份，存于）
- 福容大飯店 桃園   臺灣旅宿網 （页面存档备份，存于）
- 福容大飯店 台北二館  臺灣旅宿網 （页面存档备份，存于）
- 福容大飯店 福隆  臺灣旅宿網 （页面存档备份，存于）
- 福容大飯店 淡水漁人碼頭  臺灣旅宿網 （页面存档备份，存于）
- 福容大飯店 高雄  臺灣旅宿網 （页面存档备份，存于）
- 福容大飯店 台北一館  臺灣旅宿網 （页面存档备份，存于）
- 福容大飯店 桃園機場捷運 A8  臺灣旅宿網 （页面存档备份，存于）
- 福容大飯店 墾丁  臺灣旅宿網 （页面存档备份，存于）
- 福容大飯店 花蓮  臺灣旅宿網 （页面存档备份，存于）
- 福容大飯店 林口 臺灣旅宿網 （页面存档备份，存于）
- 福容大飯店 麗寶樂園 臺灣旅宿網 （页面存档备份，存于）
- 美棧墾丁大街  臺灣旅宿網 （页面存档备份，存于）